# Darcy Sharpe
Darcy Sharpe (ur. 9 lutego 1996 w Calgary) – kanadyjski snowboardzista, specjalizujący się w konkurencjach Big Air i slopestyle, wicemistrz świata.

## Kariera
Po raz pierwszy na arenie międzynarodowej pojawił się 9 stycznia 2010 roku w Big White, gdzie w zawodach FIS Race zajął trzecie miejsce w slopestyle'u. W 2012 roku w wystartował na mistrzostwach świata juniorów w Sierra Nevada, gdzie zdobył srebrny medal w tej samej konkurencji. W Pucharze Świata zadebiutował 25 lutego 2012 roku w Stoneham, zajmując 28. miejsce w Big Air. Tym samym już w swoim debiucie zdobył pierwsze pucharowe punkty. Na podium zawodów pucharowych po raz pierwszy stanął 20 lutego 2015 roku w tej samej miejscowości, kończąc rywalizację na pierwszej pozycji. W zawodach tych wyprzedził swego rodaka, Tylera Nicholsona i Erica Beauchemina z USA. Najlepsze wyniki w Pucharze Świata osiągnął w sezonie 2014/2015, kiedy zajął 9. miejsce w klasyfikacji generalnej AFU, a w klasyfikacji Big Air wywalczył ex aequo z Seppe Smitsem Małą Kryształową Kulę.
Największy sukces osiągnął w 2015 roku, kiedy na mistrzostwach świata w Kreischbergu zdobył brązowy medal w big air. W zawodach tych rozdzielił Roope Tonteriego z Finlandii i Kyle'a Macka z USA. Na tej samej imprezie był też czwarty w slopsetyle'u, przegrywając rywalizację o podium z Mackiem. Jest trzykrotnym medalistą zawodów X-Games rozgrywanych w amerykańskim Aspen. Wywalczył złoty medal podczas Winter X Games 24 i srebrny podczas Winter X Games 22 w slopestyle'u oraz srebrny medal podczas Winter X Games 24 w rail jam. Nie startował na igrzyskach olimpijskich.

## Osiągnięcia

### Mistrzostwa świata
| Miejsce | Dzień       | Rok  | Miejscowość | Konkurencja | Zwycięzca     |
| ------- | ----------- | ---- | ----------- | ----------- | ------------- |
| 4.      | 21 stycznia | 2015 | Kreischberg | Slopestyle  | Ryan Stassel  |
| 2.      | 24 stycznia | 2015 | Kreischberg | Big Air     | Roope Tonteri |
| 10.     | 9 lutego    | 2019 | Park City   | Slopestyle  | Chris Corning |

### Puchar Świata(AFU)

#### Miejsca w klasyfikacji generalnej
- sezon 2011/2012: 48.
- sezon 2012/2013: 235.
- sezon 2013/2014: 96.
- sezon 2014/2015: 9.
- sezon 2015/2016: 58.
- sezon 2016/2017: 77.
- sezon 2017/2018: 39.
- sezon 2019/2020: 29.

#### Miejsca na podium chronologicznie
1. Stoneham – 20 lutego 2015 (Big Air) - 1. miejsce
2. Cardrona – 4 września 2017 (slopestyle) - 2. miejsce